# Bazil Hopko
Bazil Hopko (Hrabské, 24. travnja 1904. – Prešov, 23. srpnja 1976.), eparh (biskup) Slovačke grkokatoličke Crkve i blaženik.

## Životopis
Hopko je rođen u selu Hrabské, u Kraljevini Mađarskoj (današnja istočna Slovačka). Njegovi roditelji, Basil i Anna rođ. Petrenko, bili su radnici seljaci. Dok je Hopko još bio dijete, njegovog oca je udario grom i on je umro. Njegova majka ga je tada ostavila ostavio u brizi njezinog oca, nakon što je ona emigrirala u SAD-u u potrazi za poslom. Sa 7 godina Hopko je je bio poslan živjeti sa stricem Demeterom Petrenkoom, grkokatoličkim svećenikom.
Pohađao je gimnaziju u Prešovu i diplomirao 1923. godine. Kasnije je studirao na biskupijskom sjemeništu u Prešovu. Zaređen je za svećenika Slovačke grkokatoličke Crkve 3. veljače 1929. Njegova majka se vratila iz Amerike, nakon 22 godine i pridružila se sinu, koji je tada bio na župi u Pragu. Godine 1936. vratio se na biskupijsko sjemenište u Prešovu te je uzvišen naslovom monsinjor.
Nakon Drugog svjetskog rata, počeo je otvoreni komunistički progon protiv Slovačke grkokatoličke Crkve. Hopko je uhićen 28. travnja 1950. te je tjednima bio podložan raznim mučenjima. Na kraju mu je suđeno i osuđen je na 15 godina na montiranom sudskom procesu. Tijekom Praškog proljeća čehoslovačka Vlada je izbrisala zakonsku presudu Hopku, 13. lipnja 1968. godine. Hopko je umro u Prešovu u dobi od 72 godine.  Dana 14. rujna 2003. godine, papa Ivan Pavao II. proglasio ga je blaženim na svečanosti u Bratislavi, Slovačka.